# Theraphosa stirmi
Theraphosa stirmi is een spinnensoort in de taxonomische indeling van de vogelspinnen (Theraphosidae).
Het dier behoort tot het geslacht Theraphosa. De wetenschappelijke naam van de soort werd voor het eerst geldig gepubliceerd in 2010 door Rudloff en Weinmann. 

## Gelijkende soorten
Theraphosa stirmi wordt erg vaak verward met de goliathvogelspin (Theraphosa blondi). Omdat T. stirmi pas in 2010 is beschreven is in de vele jaren daarvoor de foutieve benaming gebruikt. Samen met Theraphosa apophysis lijken de drie soorten dan ook erg op elkaar. 
Onvolwassen dieren van Theraphosa apophysis zijn makkelijk te herkennen door het hebben van lange witte of roze kleuren aan de uiteinden van de poten. Bij de andere twee is dit wit gedeelte veel korter of niet aanwezig. Volwassen dieren hebben veel haren op de poten en zijn vaak erg roodgekleurd. Het verschil tussen Theraphosa blondi en Theraphosa stirmi is moeilijk zichtbaar. De beste manier om de soorten te onderscheiden is het haar op de patella van de spin. De patella is het middelste gedeelte van de poten van het dier. Dit stuk steekt het hoogst in de lucht, het gedeelte waar de poot plooit en aan weerszijden naar beneden gaat. Het is te vergelijken met de elleboog van een mens. Bij Theraphosa blondi zitten hier uitstekende, kleine haartjes op, bij Theraphosa stirmi niet. 
Alle drie de soorten komen in gevangenschap voor. Theraphosa stirmi wordt het meest gezien in de handel, heel vaak onder de verkeerde benaming. 